# Filovia di Desenzano del Garda
La filovia di Desenzano del Garda fu una linea filoviaria che servì l'omonima città e la sua frazione di Rivoltella tra il 1926 ed il 1932.
Fu esercita inizialmente dalla Filovie di Desenzano, una società legata alla Compagnia di navigazione del lago di Garda. Nel 1927 la linea fu rilevata dalla Tramvie Elettriche Bresciane (TEB) che la fece gestire da una sua controllata, la Filovia Elettrica Desenzano-Rivoltella per Azioni (FEDRA).

## Storia

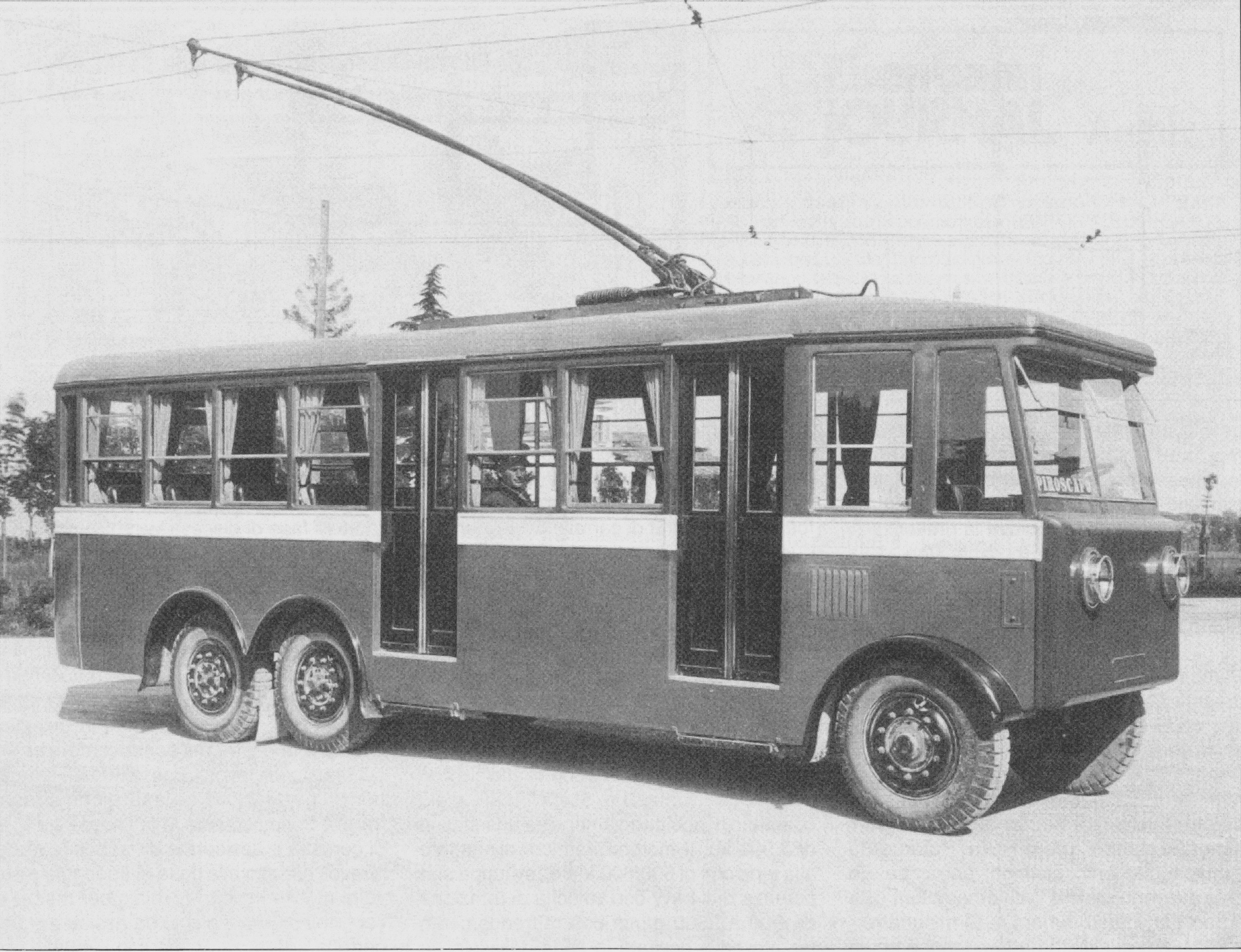
Un filobus della FEDRA costruito su progetto TEB.

Negli anni venti del XX secolo, il porto di Desenzano sul Lago era servito da una linea tranviaria per Castiglione delle Stiviere, diramazione della Brescia-Mantova-Ostiglia, e da una linea ferroviaria diretta alla stazione della Milano-Venezia. Nonostante questa disponibilità, la società di navigazione gardesana avvertì l'esigenza di un collegamento veloce fra il porto e la suddetta stazione per favorire il trasporto di passeggeri da uno scalo all'altro. Per ovviare al problema della forte acclività dovuta alla differenza altimetrica fra stazione e porto, fu preferito il filobus.
Nel 1925 fu istituita una società anonima, la Filovie di Desenzano, che si incaricò della costruzione e dell'esercizio della linea filoviaria desenzanese. Nello stesso anno la società costruì, nei pressi della stazione ferroviaria, la rimessa e la centrale elettrica di conversione e acquistò tre filobus costruiti dall'ingegnere Zaretti di Bergamo nel 1920, già impiegati per un servizio saltuario fra la città alta e quella bassa.
Il servizio, indicato come Stazione-Piroscafo, fu inaugurato il 31 marzo 1926.
L'anno seguente, la società Filovie di Desenzano fu acquistata dalle TEB che la fecero gestire da una controllata istituita appositamente: la FEDRA. La nuova gestione sostituì i filobus Zaretti con due nuovi mezzi, realizzati in Inghilterra sulla base di un progetto TEB. La linea fu anche prolungata dal porto fino alla vicina località di Rivoltella che l'anno prima era stata assorbita nella nuova entità comunale di Desenzano del Garda.
Nel 1932, una vettura si scontrò con un treno al passaggio a livello tra la filovia e la ferrovia Desenzano-Desenzano Porto. L'evento costrinse il consiglio d'amministrazione della FEDRA a cessare l'esercizio della linea il 30 settembre dello stesso anno.

## Percorso
La linea era unica:

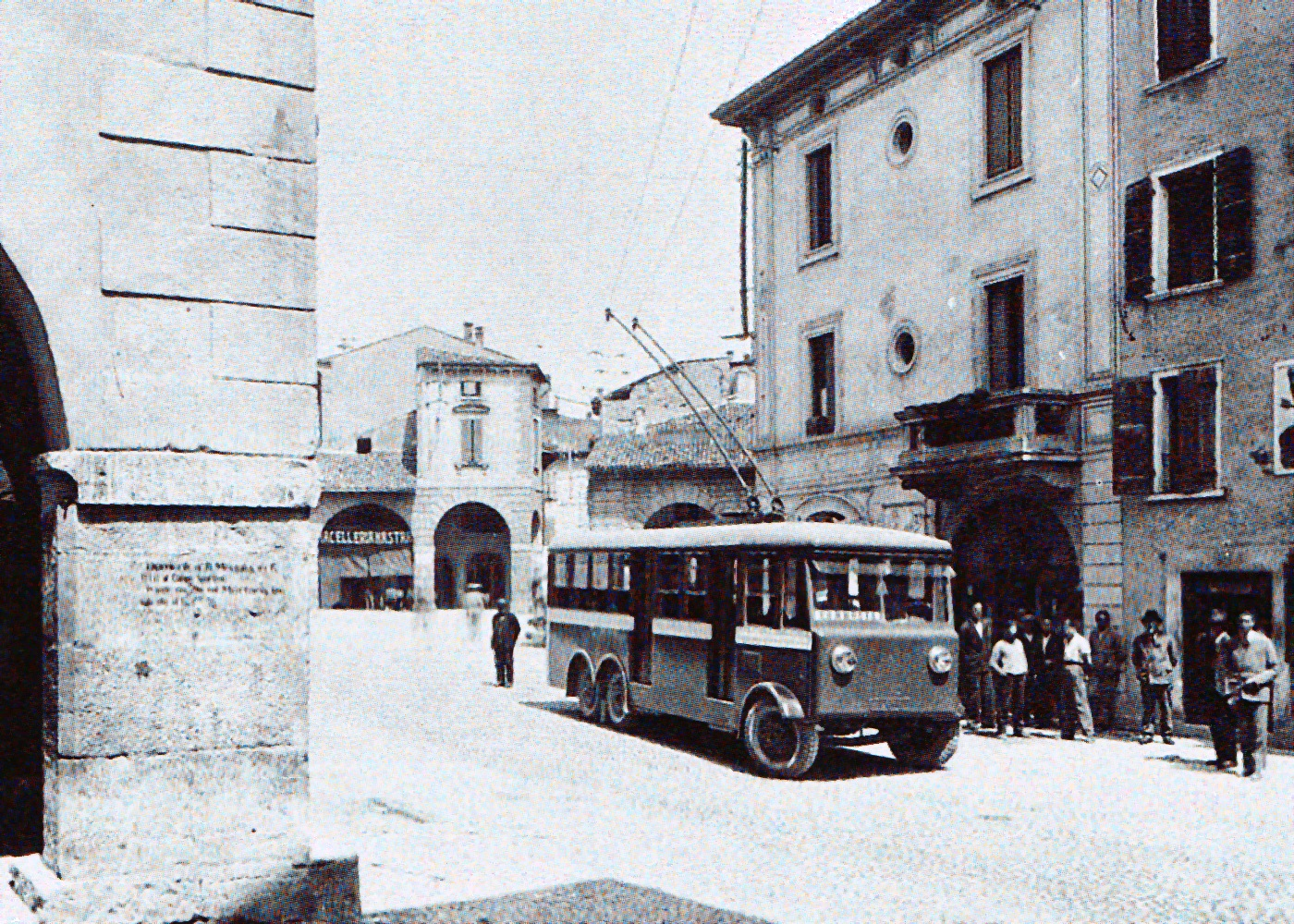
Un filobus lascia piazza Malvezzi per immettersi in via Sant'Angela Merici e risalire verso la stazione.

- dal 1926 al 1927 il percorso si snodava dalla stazione ferroviaria, percorreva le attuali via Cavour e via sant'Angela Merici per svoltare a destra in via Achille Papa. Girava quindi attorno all'isolato dell'hotel "Mayer", nell'odierna piazza Giacomo Matteotti, di fronte al quale si trovava la stazione di Desenzano Porto.
- dal 1927 al 1932: seguendo il precedente percorso, da piazza Giacomo Matteotti il filobus percorreva via Santa Maria affiancando la tranvia per Castiglione delle Stiviere, quindi si immetteva nella strada per Peschiera. A Rivoltella, la linea abbandonava la strada per Peschiera, immettendosi nell'attuale via Giuseppe di Vittorio, terminando le corse nei pressi della piazzetta centrale. Il percorso di ritorno era sostanzialmente identico a quello dell'andata: presso la stazione di Desenzano Porto, tuttavia, la filovia non si immetteva nell'attuale via Achille Papa, ma entrava nel lungolago Cesare Battisti. Di conseguenza, svoltava a sinistra nell'attuale via Vecchio Porto, prendeva piazza Malvezzi per poi immettersi in via sant'Angela Merici e proseguire lungo il percorso originario.

## Mezzi
- tre filobus Zaretti, costruiti dall'omonimo ingegnere di Bergamo;
- due filobus TEB, costruiti su un progetto della società tranviaria impiegando un telaio Guy Motors. I mezzi erano a tre assi, ad un unico piano, ed erano dotati di trentatré posti a sedere.